# Старатељ
Старатељ је физичко лице са пословном способношћу које је, на основу сопственог пристанка, а по решењу старатељског органа, обавезно да се стара о имовини, личности, правима и интересима малолетних лица која нису под родитељским старањем и других лица лишених пословне способности. Право познаје више врста старатеља: старатељ више штићеника, колективни старатељ (за особе смештене у посебним установама), непосредни старатељ и привремени старатељ.

## Старатељство над малолетницима
У већини јурисдикција се признаје да су родитељи детета природни старатељи детета и да родитељи могу именовати некога ко ће постати законски старатељ детета у случају смрти, по правилу, уз одобрење суда. Привремено старатељство без суда је споразум у којем старатељ има овлашћење да брине о туђем детету, обично на привременој основи. Ова врста старатељства не подразумева обраћање суду и може бити организована уз пристанак родитеља или без њега. Суд може именовати старатеља малолетнику ако су његови родитељи инвалидни или су умрли, или ако родитељи малолетника нису у могућности да на одговарајући начин обезбеде безбедност и благостање свог детета. Ако је старатељ особа која није родитељ, суд ће одредити како ће то именовање утицати на родитељска права родитеља (на пример, на утврђивање распореда посета).

## Старатељство над старијим лицима
Старатељство над неспособним старијим лицем обично настаје када неко утврди да старија особа није у стању да се самостално брине о својој личности и / или имовини. Заправо, већина претпостављених штићеника су старије особе (Ms = 76-82 године), од којих су многи живели у установама за негу и којима су дијагностиковани неуролошки поремећаји, као што је деменција. По правилу, изазовни инцидент подстиче професионалца, члана породице, здравственог радника или свештеника да иницирају процедуру старатељства. Иако је старатељство намењено заштити и подршци неспособних старијих лица, која нису у могућности самостално да се брину о себи или да се баве свакодневним животом без помоћи других, старатељство понекад доводи до финансијске експлоатације штићеника.